# Goriczewo
Goriczewo (bułg. Горичево) – wieś w Bułgarii, w obwodzie Razgrad, w gminie Kubrat. W 2023 roku liczyła 330 mieszkańców.